# Siréna (román)
Siréna je generační román Marie Majerové z roku 1935 o životě dělnické rodiny Hudcovy
na pozadí rozvoje průmyslového města Kladna. Jedná se o základní dílo socialistického realismu, které svou kvalitou výrazně převyšuje námětově podobná díla z 50. let 20. století. 
V románu se střídají klasické kapitoly psané er-formou a vložené „zprávy“ některých aktérů. Umně je tak v díle propleten
fabulovaný příběh se skutečnými reáliemi a historickými okamžiky, jako je např. objevení uhelné sloje Janem Váňou roku 1846, velká stávka a rabování vily ředitele Bachera v roce 1889 nebo proces s Omladinou v letech 1893-4. Hlavními postavami jsou čtyři generace Josefů Hudců (nejstarší zvaný vynálezce, starší Pepek-frajer, Josef ml. a nejmladší Jožka) a postava Pepkovy ženy zvané Hudcovka.

## Česká vydání
- Poprvé vyšla Siréna v roce 1935 a 1936 v nakladatelství Čin, Praha
- Nakladatelství Melantrich vydalo Sirénu v letech 1945, 1947, 1949
- Dále vyšla v nakladatelství Práce (1950), Svoboda (1951, 1952), Družstevní práce (1951), Československý spisovatel (1953, 1956, 1960, 1962), SPN (1957, 1958, 1959, 1966), Mladá fronta (1959), Práce (1970)
- Spolu s Havířskou baladou vyšla Siréna v Československém spisovateli v letech 1975, 1982, 1986

## Filmové zpracování
Román byl v roce 1947 úspěšně zfilmován režisérem Karlem Steklým pod názvem Siréna.

## Obsah jednotlivých kapitol
- Vynálezce – Uhlíř Josef Hudec zachrání sklady dřevěného uhlí při požáru a je za to najat správcem fürstenberských hutí Kristiánem Rienzem jako dělník. Zamiluje se do komorné Liselot a má s ní syna Josefa (zvaného Pepek). Hudec se zabývá vynalézáním různých strojů a jeho velkým snem je postavit nákladní lanovku. V té době dochází k rozvoji Kladna, kam se Hudec stěhuje i se synem poté, co ho přelétavá Liselot opustí. Je zaměstnán jako hutník, snaží se prosadit své vynálezy, zejména stavbu lanovky. Jeho patent je zakoupen, ale ke stavbě nedochází. Rozvoj železáren je stále rychlejší, Hudec přestává rozumět dění okolo sebe, je uzavřenější a okolím je považován za blázna.

- List Kristiána Rienze – Rienz líčí zázračný náhodný objev kladenských uhelných zásob Janem Váňou. Dále popisuje následný rozvoj města Kladna.

- Valcíři – Valcíři, jak se zvou dělníci ve válcovnách, právě slaví posvícení. Nejvíce je vidět Josefa Hudce ml., který je pro své četné milostné spády zván Pepek-frajer. Se svou ženou Hudcovkou má dvě děti – Josefa a Hynka – a postupně se jim narodí další tři – Emílie, Růžena a Rudolf. Přesto se Pepek často s ostatními valcíři opíjí. Hudcovka se jednoho večera vydá tajně za ním, aby zjistila, kam tak často odchází. Pepek chodí do havířské hospody U králova dvora, kde se dvoří Kateřině Černé. Ta je sice vdána, ale její muž je mrzák po mrtvici. Jednoho dne přichází Pepek opilý domů a oznamuje své ženě, že od ní odejde ke Kateřině.

- Psaní Jana Černého – Manžel Kateřiny Černé Jan píše dopis na rozloučenou před tím, než se oběsí. Ze své smrti viní ředitele kladenských hutí a vrchního Páska, píše také o svém postižení mrtvicí a rozvodu s Kateřinou.

- Lípačky – Kapitola popisuje rostoucí napětí mezi horníky kvůli nízkým mzdám a těžké namáhavé práci. Termín „lípačka“ označuje přidanou třináctou směnu do pracovního týdne, která ale znamenala zhoršení životních podmínek horníků. Objevují se první stávky a demonstrace, které sleduje i mladá Emílie Hudcová. Dělníci sepisují své požadavky, zejména zrušení lípaček, to je ale rázně odmítnuto důlním ředitelem Bohumírem Bacherem.

- Chátra – O svátku Božího Těla dojde k bezdůvodnému zranění jednoho horníka městským strážníkem. Dav horníků a hutníků se popouzí proti jednání starosty a následně jde rabovat do vily Bohumíra Bachera, důlního ředitele. Městští strážníci zahajují střelbu na vzbouřený dav, je mnoho raněných a několik mrtvých, mezi nimi i Emílie Hudcová. Dělníci také vyrabují dům starosty Hraběte. Vzbouření ukončí až pozatýkání více než 300 aktérů stávky.

- Zpráva – Zpráva redaktora Václava Šerky redakci časopisu Hlas národa, ve které líčí poničený byt starosty Hraběte. Přidává také přesvědčení, že dav byl poštván socialistickou propagandou z Německa, kde se podobné stávky a dělnické bouře také konaly.

- Hrob nemá hrob – Hudcovka se vzpamatovává ze smrti dcery Emílie, ale krátce poté dojde k tragickému úmrtí manžela Pepka a dcery Růženy. Zoufalá Hudcovka navštíví spiritistickou seanci a chce se s dcerou posmrtně usmířit. Během života toho spolu moc nenamluvily, Růžena byla zamlklá a nějaký čas žila s milencem v Německu. Prostřednictvím média se dozvídá podrobnosti o velké lásce Růženy a Vaška Burdy, o jejich cestě do Porýní, o Vaškově tragické smrti v dole a o následné sebevraždě Růženy.

- Parta na křižovatce – Kapitola líčí životy čtyř členů ocelářské party – bývalého učitele Kadeřábka, vyučeného klempíře Klímy, obrovitého Nogola a Josefa Hudce mladšího zvaného policajt. Všechny je trápí zvěst o plánované elektrizaci hutě a bojí se o své místo. Josef Hudec váhá s odchodem do Ameriky. Dojde k elektrizaci hutě, která si vybírá první oběť – učitel Kadeřábek je smrtelně raněn elektrickým výbojem. Po čase dojde v partě opět k úrazu, Nogol, Klíma a mistr Kiš jsou popáleni žhavým tekoucím železem. Hudcovi je nabídnuto místo mistra, on se ale rozhoduje odjet do ciziny do rakouského Lubna (Leoben).

- V ráji – Alfons Kroupa žije se svým lakomým otcem a je nešťastně zamilován do Karly Jandové, která však dává přednost mladému Urbanovi. Ten je v Praze zatčen během procesu s Omladinou a odsouzen k vězení. Rodiče chtějí Karlu vdát za Němce Faigla, ale Karla to odmítá. Nakonec se vůli rodičů podvolí, nechce zarmoutit umírajícího otce. V den svatby se vrací Urban z vězení a Karla s ním od Faigla utíká do Ameriky. Do Ameriky odjíždí také Alfons Kroupa, ve stejném vlaku do Prahy s nimi jede i Josef Hudec ml.

- Páté uhlí – Obrázek ze života chudé nájemnice u Jandů a jejich dvou dcer Máni a Ančky. Zatímco matka jde sbírat na haldu zbytky vytěženého uhlí (tzv. páté uhlí), dcera Máňa se pokouší sehnat něco k snědku pro hladovou domácnost. Na haldě se sesune svah a kameny zavalí Máninu matku.

- Do Ameriky – Josef Hudec se opakovaně vrací k rodině do Kladna – na Vánoce a na žně. Podruhé zůstává, ale nemůže sehnat práci v hutích a je zaměstnán u kováře ve Slaném. Z tohoto živobytí ale nemá radost. Jeho žena Marie nechce, aby odjel do Ameriky a ničí dopisy, které mu odtamtud posílá Alfons. Jeden se jí ale zničit nepodaří …

- Dopis Alfonse Kroupy – Alfons popisuje radostný a úspěšný život v Clevelandu a zve Josefa do Ameriky.

- Chléb za mořem – Josef Hudec pracuje v Clevelandu ve slévárně, snaží se i v Americe být aktivním členem v dělnickém hnutí, zúčastní se dokonce stávky, ve které je raněn obuškem a následně vyslýchán. Karle s Urbanem se v Americe daří dobře. Urban přemlouvá Hudce, aby myslel více na sebe než na prospěch dělnictva, v čemž se s Josefem názorově rozchází. Hudec se nakonec vrací do Čech.

- Od ledna do máje – Celá kapitola líčí průběh hutnické stávky v roce 1900. Kladno navštíví i profesor Masaryk a vyjádří podporu stávkujícím. Stávkujícím dělníkům postupně ubývají zásoby potravy a uhlí, musí chodit vybírat tzv. šmanty, což je kal z praní uhlí. Postupně ale přibývá stávkokazů a 1. května je po třech měsících stávka ukončena.

- Zápis – Zápis horníka Jindry Klena o jeho pamětech z dělnického hnutí na Kladensku. Popsán je i začátek první světové války.

- Konjunktura železa – První světová válka znamená velký odbyt pro kladenské doly i hutě, které vyrábějí zbraně. Vnuk Hudcovky sedmnáctiletý Jožka má syna s Věrkou Klenovou, ale vzápětí je odveden. Poručík Stanislav Daniel, úřadující na vojenském velitelství, vyhrožuje Věrce odvedením jejího tchána Josefa Hudce, když s ním nestráví noc. Věrka to odmítne. V závěru kapitoly zemře nejstarší Josef Hudec – vynálezce.

- Dopis hutnice Hudcové – Hudcovka píše synovi Josefovi na vojnu s nadějí, že snad bude brzy konec války. Dopis je datován k 1. březnu 1918.